# ピアノソナタ第8番 (モーツァルト)
ピアノソナタ イ短調 K. 310 (300d) は、ヴォルフガング・アマデウス・モーツァルトが作曲したピアノソナタである。旧モーツァルト全集では第8番、新モーツァルト全集では第9番とされる。
モーツァルトが作曲したピアノソナタの中では珍しく短調で書かれており、モーツァルトのピアノソナタのうち、短調で書かれている作品は他には第14番ハ短調 K. 457があるのみである。

## 作曲

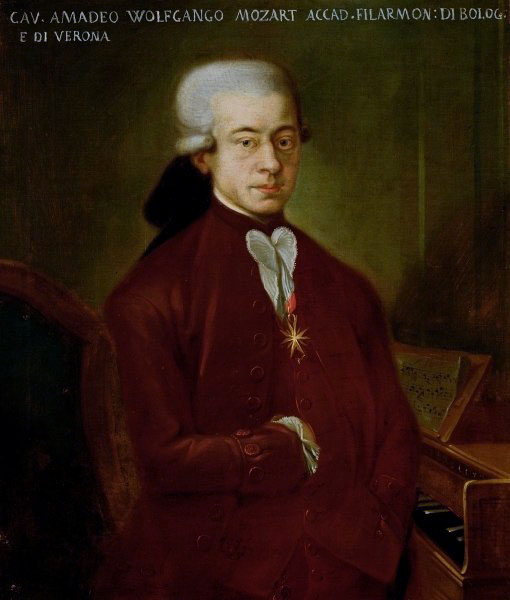
1777年のモーツァルト. Giovanni Battista Martiniの依頼による

1777年、モーツァルトはザルツブルクを出て、母アンナと共にパリへ向かったが、パリで思ったような仕事が見つけられず、その上1778年7月に母を亡くしてしまう。悲劇的な曲調を持つこの第8(9)番はこの頃に書かれた作品であり、母親を亡くした悲しみが反映されているといわれている。同様の短調作品ヴァイオリンソナタ第21番 ホ短調 K. 304もこの頃のもの。

## 曲の構成
- 第1楽章 アレグロ・マエストーソ
イ短調、4分の4拍子、ソナタ形式。
お使いのブラウザーでは、音声再生がサポートされていません。音声ファイルをダウンロードをお試しください。
緊張感のある悲劇的な主題で曲は始まる。16分音符が絶え間なく並ぶ。
- 第2楽章 アンダンテ・カンタービレ・コン・エスプレッシオーネ
ヘ長調、4分の3拍子、ソナタ形式。
お使いのブラウザーでは、音声再生がサポートされていません。音声ファイルをダウンロードをお試しください。
ゆったりとしたアルペッジョで曲が始まり、表記通り表情豊かに優しく愛らしい音楽が進行する。しかし展開部は両端楽章の悲劇性を意識してか、それに比肩する激情的な音楽となっている。
- 第3楽章 プレスト
イ短調、4分の2拍子、ロンド形式。
お使いのブラウザーでは、音声再生がサポートされていません。音声ファイルをダウンロードをお試しください。

## この曲が使用された作品

### 映画
- ピアノの森 - 2007年に公開した一色まこと原作のアニメーション映画。劇中にて、登場人物である雨宮修平がコンクールで演奏する曲として使用されている。

### 漫画
- のだめカンタービレ - 二ノ宮知子による漫画作品。主人公である野田恵がコンクールで演奏する3曲のうち、最初の曲として使用されている（ドラマ版ではそのシーンが省略され、使用されていない）。

### アニメ
- 四月は君の嘘 - 新川直司原作のテレビアニメ。第16話「似たもの同士」にて、主人公である有馬公生が相座凪へピアノのレッスンをする際に使用していた曲としてこの曲の第1楽章が使用されている。